# Roeboides dayi
Roeboides dayi» es una especie de peces de la familia Characidae en el orden de los Characiformes.

## Morfología
Los machos pueden llegar alcanzar los 10,9 cm de longitud total.

## Alimentación
Come invertebrados.

## Hábitat
Vive en zonas de clima tropical entre 22 °C - 28 °C de temperatura.

## Distribución geográfica
Se encuentra desde los ríos de la vertiente atlántica de Panamá hasta los ríos  Magdalena y  Cauca, incluyendo el río Atrato.